# Husseren-les-Châteaux
Husseren-les-Châteaux é uma comuna francesa na região administrativa de Grande Leste, no departamento Alto Reno. Estende-se por uma área de 1,2 km². Em 2010 a comuna tinha 527 habitantes (densidade: 439,2 hab./km²).